# Vụ Giám sát và Thẩm định đầu tư (Việt Nam)
Vụ Giám sát và Thẩm định đầu tư là cơ quan trực thuộc Bộ Kế hoạch và Đầu tư, giúp Bộ trưởng thực hiện chức năng quản lý nhà nước về giám sát, kiểm tra hoạt động đầu tư; thẩm định, thẩm tra và đánh giá dự án đầu tư.
Vụ Giám sát và Thẩm định đầu tư thành lập ngày 6/6/2003, theo Nghị định số 61/2003/NĐ-CP ngày 6/6/2003 của Chính phủ, trên cơ sở Văn phòng Thẩm định dự án đầu tư.
Chức năng, nhiệm vụ, quyền hạn và cơ cấu tổ chức của Vụ Giám sát và Thẩm định đầu tư được quy định tại Quyết định số 838/QĐ-BKHĐT ngày 15/5/2023 của Bộ trưởng Bộ Kế hoạch và Đầu tư.

## Nhiệm vụ và quyền hạn
Theo Điều 2, Quyết định số 838/QĐ-BKHĐT ngày 15/5/2023 của Bộ trưởng Bộ Kế hoạch và Đầu tư, Vụ Giám sát và Thẩm định đầu tư có các nhiệm vụ, quyền hạn chính:
- Chủ trì nghiên cứu soạn thảo các văn bản quy phạm pháp luật trong lĩnh vực giám sát, đánh giá, thẩm định đầu tư; hướng dẫn về nghiệp vụ thẩm định, giám sát và đánh giá đầu tư.
- Là đầu mối tổng hợp công tác giám sát tổng thể đầu tư trong phạm vi toàn quốc theo quy định. Chủ trì thực hiện kiểm tra tổng thể đầu tư các bộ, ngành, địa phương theo kế hoạch được duyệt hoặc đột xuất theo chỉ đạo của cấp có thẩm quyền.
- Thực hiện nhiệm vụ Thường trực Hội đồng thẩm định nhà nước, Hội đồng thẩm định liên ngành thẩm định các chương trình, dự án đầu tư do Bộ trưởng Bộ Kế hoạch và Đầu tư làm Chủ tịch Hội đồng.
- Chủ trì tổ chức thẩm định chủ trương đầu tư: dự án nhóm A sử dụng vốn đầu tư công theo quy định của Luật Đầu tư công[2] (trong trường hợp Thủ tướng Chính phủ giao Bộ trưởng Bộ Kế hoạch và Đầu tư tổ chức thẩm định); Theo phân công của Bộ trưởng, chủ trì thẩm định chủ trương đầu tư các dự án thuộc thẩm quyền quyết định chủ trương của Thủ tướng Chính phủ theo Luật Đầu tư.
- Thực hiện các nhiệm vụ khác theo phân công của Bộ trưởng.

## Lãnh đạo Vụ[3]
- Vụ trưởng: Tăng Ngọc Tráng
- Phó Vụ trưởng:

1. Nguyễn Đức Long
2. Trần Việt Dũng
3. Đỗ Ngọc Long